# 拉亞漢堡
拉亞漢堡（英語：Laya Burger），是一個起源於臺灣桃園市楊梅區（原桃園縣楊梅市）的連鎖早餐店品牌，隸屬於森邦股份有限公司的旗下品牌。成立於2002年，創辦人兼董事長為徐和森。目前全台約有500家加盟門市。